# 大久保友雅
大久保 友雅（おおくぼ ともまさ、1978年12月8日 - ）は、日本の機械工学・物理学者。東京工科大学教授。博士（理学）（東京工業大学）。
専門は、太陽光励起レーザー、レーザー工学、数値解析。
国内における太陽光励起レーザー研究の第一人者の一人。
主な業績は、太陽光励起レーザーの出力と面積効率の向上を同時に達成。また、ガルバノスキャナを用いたレーザの高速スキャンによる選択的レーザ温度制御(SLT: Selective Laser Thermoregulation)法を開発。
その他、ZR理論を用いたレーザーアブレーションのナノクラスター形成の数値計算の実現や、水を用いたレーザー推進による連続推進の実現、水を用いたレーザー推進の数値計算、CFRPのレーザ加工における数値計算でも成果を挙げている。また、レーザーに直接関係ない研究としても、数値計算における初期値推定法の開発や、誘電体多層膜に関するAIの開発、マグネシウム合金の腐食危険度を判定する画像認識AIシステムの開発等の研究活動を実施している。

## 経歴
1994年 四日市市立内部中学校卒業。
1997年 東京都立新宿高等学校卒業。
2001年東京工業大学理学部応用物理学科卒業。学士（理学）。
2003年 東京工業大学大学院総合理工学研究科創造エネルギー専攻修士課程修了。修士（理学）。Zeldovich–Raiser理論を用いて二次元軸対称空間におけるレーザーアブレーション内で生じるナノクラスターの生成過程の数値計算に成功．
2006年 東京工業大学大学院総合理工学研究科創造エネルギー専攻博士課程修了。博士（理学）。水を用いたレーザー推進で70gの自動車模型の連続的な推進や金属を用いず水だけを用いたレーザー推進に成功。博士論文は「水を用いたレーザー推進に関する基礎的研究」。
2006年 東京工業大学統合研究院特任助教。2007年同大学大学院機械物理工学専攻助教。太陽光励起レーザーの面積効率の世界最高効率を3回更新。科学研究費補助金を得て「太陽励起レーザーの高効率な太陽光キャビティの開発」を実施。
2014年 東京工科大学メディア学部メディア学科専任講師に着任。科学研究費補助金を得て「太陽励起レーザーのための高効率な太陽光キャビティの開発」を実施。
2015年 東京工科大学工学部機械工学科専任講師。東京工科大学に新しく工学部を立ち上げると同時に「光・エネルギー研究室」を立ち上げる。炭素繊維強化プラスチック(CFRP)をレーザーで切断した際に，樹脂と繊維とで除去のされ方が異なる現象を数値計算により解明。
2018年 東京工科大学工学部機械工学科准教授。内閣府が主導する国家プロジェクトである戦略的イノベーション創造プログラム(SIP)の第二期に「統合型材料開発システムによるマテリアル革命」の「セラミックス基複合材料の航空機エンジン部材化技術の開発」において、"Selective Laser Thermoregulation法" と名付けた新しいレーザ加熱手法を開発。更に、新エネルギー・産業技術総合開発機構(NEDO)の「官民による若手研究者発掘支援事業」において、SLT法におけるレーザ照射条件を決定するAIの開発を実施。そして科学研究費補助金を得て「太陽光励起レーザーの効率向上のための複合的非結像集光技術の開発」を実施。
2024年 東京工科大学工学部機械工学科教授。現在に至る
主な所属学会は、レーザー学会、レーザ加工学会、応用物理学会、日本機械学会。

## 主な受賞歴
- 2005年 日本機械学会 動力エネルギーシステム部門: 優秀講演表彰 [26]
- 2014年 レーザ加工学会: 優秀ポスター賞 [27]
- 2018年 The 8th International Symposium on Computational Intelligence and Industrial Applications & The 12th China-Japan International Workshop on Information Technology and Control Applications: Best Presentation [28]
- 2022年 The 2nd International Conference on Advanced Technology and Sustainable Development 2022: Best oral presentation[29]

## 主な著作

### 学位論文
- 大久保友雅『水を用いたレーザー推進に関する基礎的研究』 東京工業大学〈甲第6373号〉、2006年。

### 学術論文
- T. Ohkubo, et al. (2003). “Numerical analysis of nanocluster formation within ns-laser ablation plume”. Applied Physics A 77:  271-275. doi:10.1007/S00339-003-2135-3.

- Tomomasa Ohkubo, et al. (2003). “Laser-Driven Micro-Ship and Micro-Turbine by Water-Powered Propulsion”. AIP Conference Proceedings 664:  535-544. doi:10.1063/1.1582140.

- Tomomasa Ohkubo, et al. (2005). “Laser Propulsion Using Metal‐Free Water Cannon Target”. AIP Conference Proceedings 766:  394-405. doi:10.1063/1.1925160.

- Y. Yabe, T. Ohkubo, et al. (2007). “High-efficiency and economical solar-energy-pumped laser with Fresnel lens and chromium codoped laser medium”. Applied Physics Letters 90. doi:10.1063/1.2753119.

- T. Ohkubo, et al. (2009). “Solar-pumped 80 W laser irradiated by a Fresnel lens”. Applied Physics Letters 34. doi:10.1364/OL.34.000175.

- Tomomasa Ohkubo, et al.et al. (2014). “Development of solar concentrators for high-power solar-pumped lasers”. Applied Optics 53. doi:10.1364/AO.53.002711.

- Eiichi Matsunaga and Tomomasa Ohkubo (2016). “Using the Characteristic Equation to Estimate the Initial Values for Numerical Forecasts”. Journal of Advanced Computational Intelligence and Intelligent Informatics 20. doi:10.20965/jaciii.2016.p1147.

- Tomomasa Ohkubo, et al. (2016). Numerical simulation of combustion effects during laser processing of carbon fiber reinforced plastics. 122. doi:10.1007/s00339-016-9735-1.

- Tomomasa Ohkubo, et al. (2017). “Three-dimensional numerical simulation during laser processing of CFRP”. Applied Surface Science 417. doi:10.1016/j.apsusc.2017.02.249.

- Tomomasa Ohkubo, et al. (2019). “Recurrent neural network for predicting dielectric mirror reflectivity”. Journal of Advanced Computational Intelligence and Intelligent Informatics 23. doi:10.20965/jaciii.2019.p1012.

- Hayato Koshiji, Tomomasa Ohkubo, et al. (2020). “Selective Laser Thermoregulation System for Accelerated Degradation Test of SiC/SiC CMCs”. Journal of Laser Micro/Nanoengineering 15. doi:10.2961/jlmn.2020.03.2003.

- Tomomasa Ohkubo, et al. (2021). “Numerical Simulation of Laser-Induced Bubble and Metal-Free Water Cannon”. Journal of Advanced Computational Intelligence and Intelligent Informatics 25. doi:10.20965/jaciii.2021.p0050.

- Miki Nakaone, Tomomasa Ohkubo, et al. (2021). “Artificial Intelligence for Estimating Laser Power from Temperature Distribution”. Journal of Laser Micro/Nanoengineering 16. doi:10.2961/jlmn.2021.02.2002.

- Tomomasa Ohkubo, et al. (2022). “Numerical simulation of a laser ‑ induced bubble of new laser propulsion method inhaling water”. Applied Physics A 128. doi:10.1007/s00339-022-05958-3.

- Miki Nakaone, Tomomasa Ohkubo, et al. (2022). “Artificial Intelligence for Estimating Multiple Irradiation Conditions from Temperature Distribution”. Journal of Laser Micro/Nanoengineering 17. doi:10.2961/jlmn.2022.03.3001.

## メディア出演

### ラジオ
- サイラジ！ 光の未来探検（2025年6月 ラジオ大阪）
  - 2025年6月7日 第27回 「太陽光励起レーザー」
  - 2025年6月14日 第28回 「世界記録奪還を目指して」
  - 2025年6月21日 第29回 「将来の夢」
  - 2025年6月28日 第30回 「未来図とロマン」

### 雑誌
- 月刊オプトロニクス 2022年4月号 「SDGsに貢献する光技術となるか？ ─太陽光励起レーザーの現状とその可能性」
- 月刊オプトロニクス 2025年8月号から「レーザーってカッコイイ」を連載開始

### Webメディア
- 日経クロステック 2023年9月 「太陽光をレーザー光に直接変換、東京工科大が世界に再挑戦」

## その他リンク
- 東京工科大学大久保研究室ホームページ
- 教員業績 - 大久保　友雅 |東京工科大学
- 大久保友雅|工学部|東京工科大学